# Ercole (film)
Ercole (Herakles) è un cortometraggio del 1962 diretto da Werner Herzog. È il primo film diretto dal regista bavarese, all'epoca ventenne.

## Svolgimento
Il film riprende il mito delle dodici fatiche di Ercole, aggiornandolo ai giorni nostri. Vediamo le immagini di un culturista (personificazione di Ercole, interpretato dal vincitore di Mister Germania del 1962) che si allena in una palestra. Ogni tanto queste immagini sono interrotte da una domanda che appare scritta sullo schermo; ogni domanda fa riferimento ad una delle dodici fatiche ed è seguita da immagini relative a diversi aspetti della vita moderna. Solo sei delle dodici fatiche vengono prese in considerazione.
La prima domanda, «Ripulirà le stalle di Augia?» è seguita da immagini di discariche. La seconda, «Ucciderà l'Idra di Lerna?» è seguita dalle immagini di una lunghissima coda di auto bloccate su una strada. La terza, «Ruberà le cavalle di Diomede?» precede varie scene di violenti incidenti durante corse automobilistiche. Alla quarta domanda, «Sconfiggerà le Amazzoni?» seguono riprese di donne che marciano in uniforme. Dopo la quinta, «Conquisterà i giganti?» vediamo le macerie di un edificio distrutto, mentre la sesta e ultima domanda, «Resisterà agli uccelli del lago Stinfalo?» è seguita da immagini di aerei che volano in formazione e che bombardano alcuni obiettivi.

## Distribuzione
In Italia il film è reperibile nel DVD I corti di Werner Herzog, edito dalla Rarovideo (contenuto anche nel Cofanetto Werner Herzog, sempre della Rarovideo, assieme a Segni di vita) e in quello di Segni di vita della Ripley's Home Video.